# Tip 75 samohodni top
Tip 75 155 mm samohodni top je japanski samohodni top koji je u službi vojske Japana. Većinu svojih komponenti dijeli s Tip 74 tenkom, čiji je razvoj tekao usporedno s razvojem samohodnog topa. Mitsubishi Heavy Industries izrađuje tijelo, dok kupolu i top izrađuje Japan Steel Works. Dva prototipa su završena tijekom 1971. i 1972. godine. Ušao je u serijsku proizvodnju u listopadu 1975. godine. 
Glavno naoružanje čini 155 mm dalekometni top. Borbeni komplet se sastoji od 28 granata za glavni top. Brzina pucanja je 6 granata u minuti, a efektivni domet 19 km. Maksimalni domet je oko 24 km.
Japan je 2001. godine potvrdio da ima 201 Tip 75 samohodni top u službi.

## Vanjske poveznice
- Type 75 on military-today.com  Arhivirana inačica izvorne stranice od 14. srpnja 2016. (Wayback Machine)
- Type 75 on globalsecurity.org
- Type 75 on OnWar.com  Arhivirana inačica izvorne stranice od 11. siječnja 2011. (Wayback Machine)
- excerpt from Jane's Armour and Artillery 2008  Arhivirana inačica izvorne stranice od 18. rujna 2019. (Wayback Machine)